# 요코조네촌 (사이타마현)
요코조네촌(横曽根村)은 사이타마현 기타아다치군에 존재했던 촌이다. 현재의 가와구치시에 해당한다.

## 지리
- 사이타마현 중앙(기타아다치) 지역의 남단에 위치하며 남쪽을 도쿄부(현 도쿄도)와 접하고 있다.
- 남쪽을 아라카와 강이 서쪽에서 남쪽으로 흐르고 있다.
- 전 지역이 해발 3m 이하의 저지대이며, 자연 제방 등 미세한 고도에 의한 약간의 기복을 제외하면 전체적으로 평탄하다.
- 강이 많은 저지대이기 때문에 홍수가 자주 발생했던 지역이다. 특히 시바가와 강은 아라카와 강이 범람하면 그 역류로 범람하는 경우가 많아 메이지~쇼와 시대에 걸쳐 방수로를 개설하거나 수문을 설치하는 등의 예방책을 인근 마을에서 취해 왔다.
- 2006년 현재 가와구치시 남부의 시바강 동쪽, 즉 가와구치 4~6초메, 이즈카, 니시카와구치, 니시카와구치, 나카마치, 이이하라마치, 하라마치, 미야마치, 미나미마치, 미도리마치, 아라카와마치, 그리고 나미키가 거의 구촌 지역에 해당한다.
- 1920년대 초 아라카와의 유로 변경으로 마을 내 오아자 우키마(浮間)가 아라카와의 우안(右岸)이 되었다. 따라서 1926년(다이쇼 15년) 10월 1일, 이 지역은 요코조네촌에서 분리되어 도쿄부 기타토시마군 이와부치정에 편입되었다. 그 이전의 요코조네촌 지역은 위의 지역에 도쿄도 기타구 우키마(浮間)를 더한 지역이다.
- 촌 북동부를 도호쿠 본선이 지나고 있었지만, 촌이 존재할 당시에는 역이 설치되어 있지 않았다. 구 마을 지역에 역이 개설된 것은 1954년에 설치된 니시카와구치역이다.

요코소네촌은 도쿠가와 막부 직할지로 도다령 요코조네촌이라고 불렸다. 쇼보 연간(1644년)에 이미 마을이 있었고, 이후 쇼와 8년 3월 31일까지 300년 동안 니시카와구치 일대를 가리켰다.

## 역사
- 1889년 4월 1일 - 정촌제 시행에 수반해 기타아다치군 요코조네촌이 성립하였다.
- 1926년 10월 1일 - 아라카와 강의 흐름이 바뀌면서 우키마가 요코조네촌에서 분리되어 도쿄도 기타토시마군 이와부치정에 편입되었다.
- 1933년 4월 1일 - 가와구치정, 미나미히라야나기촌, 아오키촌과 합병, 시로 승격해 가와구치시가 성립하였다.